# خیر اجتماعی
خیر عمومی خیر جمعی یا خیر مشترک در فلسفه، اقتصاد و علوم سیاسی به آنچه همه یا بیشتر اعضای یک جامعه مشخص در آن مشترکند یا از آن نفع می‌برند، یا به آنچه از شهروندی، کنش دسته جمعی و مشارکت فعال در قلمروی سیاست و خدمت عمومی حاصل می‌شود اشاره دارد. مفهوم خیر عمومی در بین آموزه‌های فلسفی مختلف، تفاوت‌های شایانی دارد. فلاسفه یونان باستان از جمله ارسطو و افلاطون مفاهیم اولیه خیر مشترک را طرح‌ریزی کردند. یک فهم از خیر عمومی که ریشه در فلسفهٔ ارسطو دارد امروزه کاربرد شایع دارد و به چیزی اشاره دارد که یک دانشور معاصر آن را «خیر مناسب جامعه و تنها قابل حصول توسط آن، ولی در اشتراک اعضای آن» خوانده است. مفهوم خیر عمومی از طریق آثار نظریه‌پردازان سیاسی چون ماکیاولی، لاک، روسو و … تدوین یافته است.